# دانيا بدير (مخرجة)
دانيا بدير هي مخرجة سينمائية وكاتبة سيناريو كندية لبنانية اشتهرت بكتابتها وإخراجها لفيلم وأخرجت فيلم ورشة، الذي كان ضمن القائمة المختصرة لجوائز الأوسكار الـ 95 في فئة أفضل فيلم قصير أكشن، وفاز بجائزة مهرجان الافلام القصيرة آسيا 2022 المُقام في طوكيو باليابان.

## الحياة المهنية
تخرجت دانيا من الجامعة الأمريكية في بيروت بعد دراسة في التصميم الجرافيكي، وحصلت على ماجستير صناعة الأفلام من كلية تيش للفنون بجامعة نيويورك. تعمل بدير حاليًا على فيلمها الطويل الأول كشاش الحمام Pigeon Wars.
اختارت مجلة سكرين انترناشونال دانيا بدير في عام 2022 كأحد نجوم الغد العرب الخمسة.

## الأفلام
- مشكال (العنوان الانكليزي: Kaleidoscope ) (2014) - كاتبة ومخرجة ومنتجة.
- بالأبيض (2016) - كاتبة ومخرجة ومنتجة، الحائز على جائزة أفضل فيلم عالمي في ميلان.[10]
- ورشة (2022) - كاتبة ومخرجة ومنتجة.